# Птиходус
Птиходус, или Птиход (лат. Ptychodus) — вымерший род хрящевых рыб из семейства Ptychodontidae отряда гибодонтообразных или возможно, ламнообразных, обитавших в меловом периоде. Особенно были распространены в позднем мелу, со среднего сеноманского до раннего кампанского веков.

## Распространение
Ископаемые остатки птиходусов известны из Северной и Южной Америки, Евразии и Африки.
На территории Европейской России окаменелости птиходуса найдены в Пензенской, Волгоградской, Саратовской, Самарской, Курской, Московской, Рязанской, Тамбовской и Белгородской областях.
Известны находки зубов птиходуса из предположительно сеноманско-туронских отложений в южной части плато Мангышлак в Казахстане.

## Описание

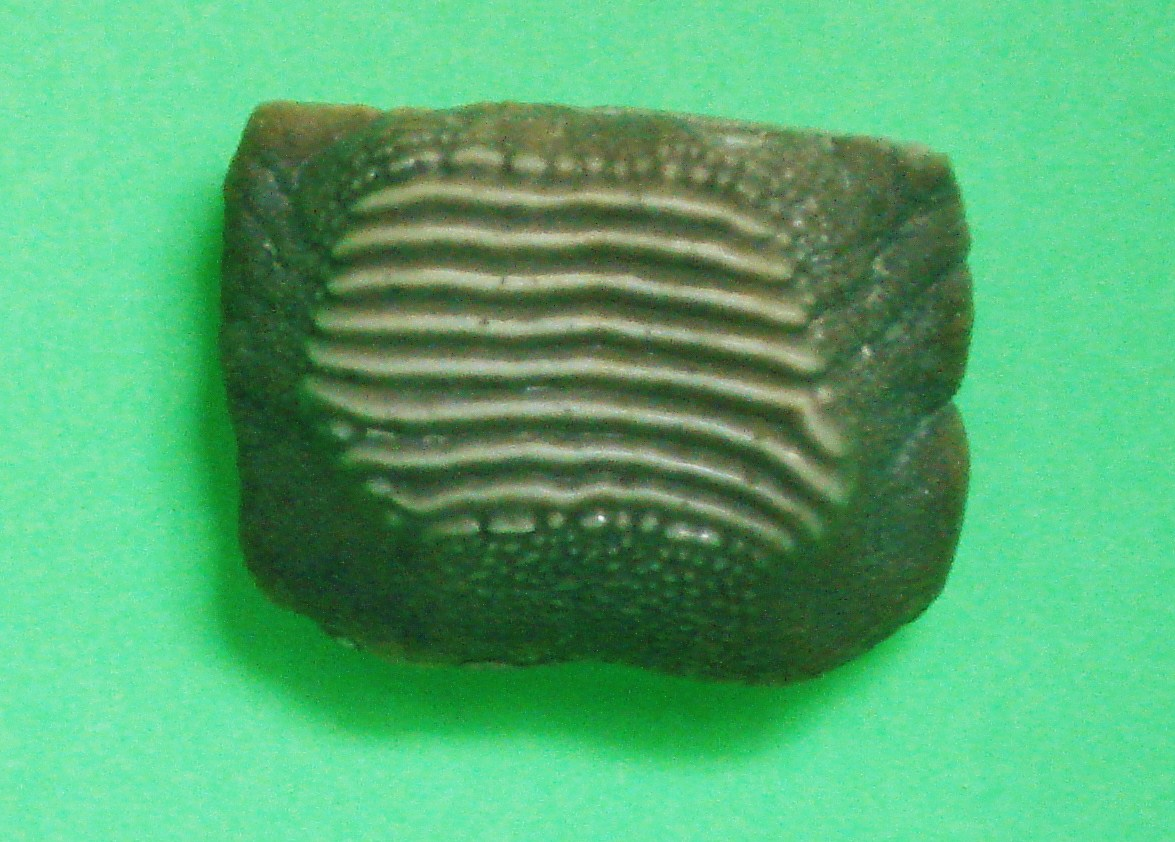
Зуб Ptychodus mammillaris

Морская крупная придонная рыба с характерными зубами, приспособленными для раздавливания панцирной и раковинной добычи, например, моллюсков. Поскольку птиходусы являются хрящевыми рыбами, в ископаемом состоянии от них известны в основном зубы. Зубы птиходусов тупые, с массивной коронкой, плоские и широкие, с рёбрами на жевательной поверхности.
Внешне птиходусы напоминали представителей отряда воббегонгообразных. В основном обитали в морях Северного полушария. Наиболее крупные виды — Ptychodus martini и Ptychodus latissimus. Первый достигал в длину 7,9 метров, второй — 9,6 метров. Он был похож на своего родственника Heteroptychodus chuvalovi из раннего мела Азии
По данным сайта Paleobiology Database, на декабрь 2019 года в род включают 26 вымерших видов:
- Ptychodus altior Agassiz, 1839
- Ptychodus anonymus Williston, 1900
- Ptychodus arcuatus Agassiz, 1837
- Ptychodus articulatus Agassiz, 1837
- Ptychodus belluccii Bonarelli, 1899
- Ptychodus concentricus Agassiz, 1839
- Ptychodus decurrens Agassiz, 1839
- Ptychodus depressus Dixon, 1850
- Ptychodus elevatus Leriche, 1929
- Ptychodus gibberulus Agassiz, 1837
- Ptychodus latissimus Agassiz, 1843
- Ptychodus mahakalensis Chiplonkar & Ghare, 1977
- Ptychodus mammillaris Agassiz, 1839typus
- Ptychodus marginalis Agassiz, 1839
- Ptychodus martini Williston, 1900
- Ptychodus mortoni Agassiz, 1843
- Ptychodus multistriatus Woodward, 1889
- Ptychodus occidentalis Leidy, 1868
- Ptychodus oweni Dixon, 1850
- Ptychodus papillosus Cope, 1875
- Ptychodus parvulus Whiteaves, 1889
- Ptychodus paucisulcatus Dixon, 1850
- Ptychodus polygyrus Agassiz, 1839
- Ptychodus rugosus Dixon, 1850
- Ptychodus spectabilis Agassiz, 1837
- Ptychodus whipplei Marcou, 1858